# 奥田英朗
奥田 英朗（おくだ ひでお、1959年10月23日 -）は、日本の小説家。主な作品に『最悪』(1999年)、『邪魔』(2001年)、『イン・ザ・プール』(2002年)、『空中ブランコ』(2004年)、『オリンピックの身代金』(2008年)など。
広告プランナーなどを経て、出版社に持ち込んだ『ウランバーナの森』(1997年)でデビュー。『空中ブランコ』で直木賞受賞。巧みな心理描写で多彩な作品を紡ぐ。

## 経歴
岐阜県岐阜市出身。岐阜県立岐山高等学校卒業。プランナー、コピーライター、構成作家を経て1997年『ウランバーナの森』でデビュー。新人賞経由ではなく、出版社への持ち込みでのデビューだった。1999年、『最悪』が「このミステリーがすごい!」2000年版で第7位に、2001年、『邪魔』が「このミステリーがすごい!」2002年版で第2位にランクインする。2004年に代表作である精神科医・伊良部シリーズの第2作目『空中ブランコ』で第131回直木賞を受賞した。
作品は海外でも翻訳・出版されている。

## 人物
大の中日ドラゴンズファン。2006年に日本ハムが日本一になった後のNumber内でコラムを書いた｡

## 受賞歴
- 2002年 - 第4回大藪春彦賞（『邪魔』）
- 2004年 - 第131回直木三十五賞（『空中ブランコ』）
- 2007年 - 第20回柴田錬三郎賞（『家日和』）
- 2009年 - 第43回吉川英治文学賞（『オリンピックの身代金』）[4]

## 作品

### 小説

#### 精神科医・伊良部シリーズ
- イン・ザ・プール（2002年5月 文藝春秋 / 2006年3月 文春文庫）
  - イン・ザ・プール（『オール讀物』2000年8月号）
  - 勃ちっ放し（『オール讀物』2001年8月号）
  - コンパニオン（『オール讀物』2001年11月号）
  - フレンズ（『別冊文藝春秋』2002年1月号〔237号〕）
  - いてもたっても（『オール讀物』2002年3月号）
- 空中ブランコ（2004年4月 文藝春秋 / 2008年1月 文春文庫）
  - 空中ブランコ（『オール讀物』2003年1月号）
  - ハリネズミ（『オール讀物』2003年7月号）
  - 義父のヅラ（『オール讀物』2003年10月号） - 「教授のヅラ」を加筆改題
  - ホットコーナー（『オール讀物』2003年4月号）
  - 女流作家（『オール讀物』2004年1月号）
- 町長選挙（2006年4月 文藝春秋 / 2009年3月 文春文庫）
  - オーナー（『オール讀物』2005年1月号）
  - アンポンマン（『オール讀物』2005年4月号）
  - カリスマ稼業（『オール讀物』2005年7月号）
  - 町長選挙（『オール讀物』2006年1月号）
- コメンテーター（2023年5月 文藝春秋）
  - コメンテーター（『オール讀物』2021年9月・10月合併号）
  - ラジオ体操第2（『オール讀物』2022年7月号）
  - うっかり億万長者（『オール讀物』2007年1月号）
  - ピアノ・レッスン（『オール讀物』2022年9・10月合併号）
  - パレード（『オール讀物』2022年11月号）

#### 平成の家族小説シリーズ
- 家日和（2007年4月 集英社 / 2010年5月 集英社文庫）
  - サニーデイ（『小説すばる』2005年11月号）
  - ここが青山（『小説すばる』2006年10月号）
  - 家においでよ（『小説すばる』2006年2月号）
  - グレープフルーツ・モンスター（『小説すばる』2004年9月号）
  - 夫とカーテン（『小説すばる』2005年7月号）
  - 妻と玄米御飯（『小説すばる』2006年12月号）
- 我が家の問題（2011年7月 集英社 / 2014年6月 集英社文庫）
  - 甘い生活?（『小説すばる』2010年2月号）
  - ハズバンド（『小説すばる』2009年11月号）
  - 絵里のエイプリル（『小説すばる』2010年5月号）
  - 里帰り（『小説すばる』2010年9月号）
  - 夫とUFO（『小説すばる』2010年11月号）
  - 妻とマラソン（『小説すばる』2011年2月号）
- 我が家のヒミツ (2015年9月 集英社 / 2018年6月 集英社文庫)
  - 虫歯とピアニスト（『小説すばる』2013年5月号）
  - 正雄の秋（『小説すばる』2014年11月号）
  - アンナの十二月（『小説すばる』2013年1月号）
  - 手紙に乗せて（『小説すばる』2015年1月号）
  - 妊婦と隣人（『小説すばる』2012年11月号）
  - 妻と選挙（『小説すばる』2015年7月号）

#### その他
- ウランバーナの森（1997年8月 講談社 / 2000年8月 講談社文庫 / 2017年7月 講談社文庫【新装版】）
- 最悪（1999年2月 講談社 / 2002年9月 講談社文庫）
- 邪魔（2001年4月 講談社 / 2004年3月 講談社文庫【上・下】 / 2021年3月 講談社文庫【新装版 上・下】）
- 東京物語（2001年10月 集英社 / 2004年9月 集英社文庫）
  - あの日、聴いた歌（『小説すばる』2000年1月号）
  - 春本番（『小説すばる』2000年4月号）
  - レモン（『小説すばる』2000年7月号）
  - 名古屋オリンピック（『小説すばる』2000年10月号）
  - 彼女のハイヒール（『小説すばる』2001年1月号）
  - バチェラー・パーティー 10-11-89（『小説すばる』2001年6月号）
- マドンナ（2002年10月 講談社 / 2005年12月 講談社文庫）
  - マドンナ（『小説現代』2000年11月号）
  - ダンス（『小説現代』2001年10月号）
  - 総務は女房（『小説現代』2002年1月号）
  - ボス（『小説現代』2002年4月号）
  - パティオ（『小説現代』2002年7月号）
- 真夜中のマーチ（2003年10月 集英社 / 2006年11月 集英社文庫） - 初出：『小説すばる』2002年11月号 - 2003年8月号〔全4回連載〕、「真夜中の行進曲」を改題
- サウスバウンド（2005年6月 角川書店 / 2007年8月 角川文庫【上・下】） - 初出：『KADOKAWAミステリ』2001年11月号 - 2003年1月号
- ララピポ（2005年9月 幻冬舎 / 2008年8月 幻冬舎文庫） - 初出：PR誌『PONTOON（ポンツーン）』掲載
- ガール（2006年1月 講談社 / 2009年1月 講談社文庫）
  - ヒロくん（『小説現代』2003年8月号）
  - マンション（『小説現代』2003年11月号）
  - ガール（『小説現代』2004年3月号）
  - ワーキング・マザー（『小説現代』2005年6月号）
  - ひと回り（『小説現代』2005年8月号）
- オリンピックの身代金（2008年11月 角川書店 / 2011年9月 角川文庫【上・下】 / 2014年11月 講談社文庫【上・下】） - 初出：『野性時代』2006年7月号 - 2008年10月号連載
- 無理（2009年9月 文藝春秋 / 2012年6月 文春文庫【上・下】） - 初出：『別冊文藝春秋』2006年7月号 - 2009年7月号（264号 - 282号）連載の「ゆめの」を改題
- 純平、考え直せ（2011年1月 光文社 / 2013年12月 光文社文庫） - 初出：『小説宝石』2009年9月号 - 2010年8月号連載
- 噂の女（2012年11月 新潮社 / 2015年5月 新潮文庫）
  - 中古車販売店の女（『yom yom』2009年12月号）
  - 麻雀荘の女（『yom yom』2010年7月号）
  - 料理教室の女（『yom yom』2010年12月号）
  - マンションの女（『yom yom』2011年3月号）
  - パチンコの女（『yom yom』2011年7月号）
  - 柳ケ瀬の女（『yom yom』2011年10月号）
  - 和服の女（『yom yom』2011年12月号）
  - 檀家の女（『小説新潮』2012年3月号）
  - 内偵の女（『小説新潮』2012年5月号）
  - スカイツリーの女（『小説新潮』2012年7月号）
- 沈黙の町で（2013年2月 朝日新聞出版 / 2016年1月 朝日文庫） - 初出：『朝日新聞』2011年5月7日 - 7月12日連載
- ナオミとカナコ（2014年11月 幻冬舎 / 2017年4月 幻冬舎文庫） - 初出：PR誌『PONTOON（ポンツーン）』2012年11月号 - 2014年7月号連載
- 向田理髪店（2016年4月 光文社 / 2018年12月 光文社文庫）
  - 向田理髪店（『小説宝石』2013年4月号）
  - 祭りのあと（『小説宝石』2013年11月号）
  - 中国からの花嫁（『小説宝石』2014年7月号）
  - 小さなスナック（『小説宝石』2015年2月号）
  - 赤い雪（『小説宝石』2015年10月号）
  - 逃亡者（『小説宝石』2016年2月号）
- ヴァラエティ（2016年9月 講談社 / 2019年9月 講談社文庫）
  - おれは社長だ！（『小説現代』2007年12月号）
  - 毎度おおきに（『小説現代』2008年12月号）
  - <対談>奥田英朗×イッセー尾形 「笑いの達人」楽屋ばなし（『オール讀物』2006年8月号）
  - ドライブ・イン・サマー（『男たちの長い旅』2004年1月 徳間書店 / 2006年1月 徳間文庫）
  - <ショートショート>クロアチアvs日本（『読売新聞』2006年8月20日夕刊）
  - 住み込み可（『野性時代』2012年3月号）
  - <対談>奥田英朗×山田太一 総ての人が<人生の主役>になれるわけではない（『文芸ポスト』2004年 vol.26）
  - セブンティーン（『聖なる夜に君は』2009年11月25日 角川文庫）
  - 夏のアルバム（『あの日、君と Boys』2012年5月18日 集英社）
- 罪の轍（2019年8月 新潮社 / 2022年11月 新潮文庫） - 初出：『小説新潮』2016年10月号 - 2017年9月号、2017年11月号 - 2019年3月号連載の「霧の向こう」を改題
- コロナと潜水服（2020年12月 光文社）
  - 海の家（『小説宝石』2019年7月号）
  - ファイトクラブ（『小説宝石』2019年11月号）
  - 占い師（『小説宝石』2020年4月号）
  - コロナと潜水服（『小説宝石』2020年7月号）
  - パンダに乗って（『小説宝石』2020年11月号）
- リバー（2022年9月 集英社） - 初出：『小説すばる』2019年7月号 - 2020年8月号、2020年10月号 - 2022年3月号連載

#### アンソロジー
「」内が奥田英朗の作品
- ザ・ベストミステリーズ 2003 推理小説年鑑（2003年7月 講談社）「いてもたっても」
  - 【改題】殺人の教室（2006年4月 講談社文庫）
- 短篇ベストコレクション 現代の小説2005（2005年6月 徳間文庫）「グレープフルーツ・モンスター」
- クリスマス・ストーリーズ（2005年11月 角川書店）「セブンティーン」 - 初出：『野性時代』2004年12月号
  - 【改題】聖なる夜に君は（2009年11月 角川文庫）
- 男たちの長い旅（2006年1月 徳間文庫）「ドライブ・イン・サマー」
- きみが見つける物語 オトナの話編（2010年3月 角川書店）「ワーキング・マザー」
- あの日、君と Boys（2012年5月 集英社文庫）「夏のアルバム」
  - 【改題・再編集】短編少年（2017年5月 集英社文庫）
- 短編工場（2012年10月 集英社文庫）「ここが青山」
- 直木賞受賞エッセイ集成（2014年4月 文藝春秋）※エッセイアンソロジー「十年経って言うのもなんだが」
- 無人島セレクション（2014年9月 光文社）「奥田英朗の場合」
- 短篇ベストコレクション 現代の小説2015（2015年6月 徳間文庫）「正雄の秋」
- 恋愛仮免中（2017年5月 文春文庫）「あなたが大好き」
- 作家たちのオリンピック 五輪小説傑作選（2018年9月 PHP文芸文庫）「名古屋オリンピック」
- 短篇ベストコレクション 現代の小説2020（2020年6月 徳間文庫）「ファイトクラブ」
- 短編宝箱（2022年11月 集英社文庫）「正雄の秋」

### エッセイ
- B型陳情団（1990年9月 講談社）
- おれに訊くんじゃない 近そうで遠い男と女のハナシ（1992年8月 大和書房）
- 延長戦に入りました（2002年8月 幻冬舎 / 2003年6月 幻冬舎文庫）
- 野球の国（2003年3月 光文社 / 2005年3月 光文社文庫） - 初出：『小説宝石』2002年6月号（四国編）、7月号（台湾編）
- 泳いで帰れ（2004年11月 光文社 / 2008年7月 光文社文庫） - 『小説宝石』2004年10月号・11月号に掲載された「『野球の惑星』日本代表観戦記（アテネ・前後編）』を改題
- 港町食堂（2005年11月 新潮社 / 2008年5月 新潮文庫）
- 用もないのに（2009年5月 文藝春秋 / 2012年1月 文春文庫）
- どちらとも言えません（2011年10月 文藝春秋 / 2014年4月 文春文庫）
- 田舎でロックンロール（2014年11月 角川書店）

### 単行本未収録作品
- 全員集合（『小説新潮』2011年1月号）
- 普天を我が手に（『小説現代』2015年5月号 - 2017年7月号連載）
- 風船に乗って（『小説 野性時代』2020年2月号）
- 府中某重大事件（『小説新潮』2025年7月号 - ）

## メディア展開作品

### テレビドラマ
- 最悪（2001年3月30日、BS-i、主演：沢田研二）[5]
- 空中ブランコ（2005年5月27日、 フジテレビ系「金曜エンタテイメント」枠、主演：阿部寛）[6]
- 真夜中のマーチ（2007年3月21日、WOWOW「ドラマW」枠、主演：玉山鉄二）[7]
- Dr.伊良部一郎（2011年1月30日 - 3月27日、全8話、テレビ朝日系「日曜ナイトドラマ」枠、主演：徳重聡、原作：イン・ザ・プール / 空中ブランコ / 町長選挙）[8]
- オリンピックの身代金（2013年11月30日・12月1日、全2話、テレビ朝日系「テレビ朝日開局55周年記念番組」として放送、主演：竹野内豊）[9]
- 邪魔〜主婦が堕ちた破滅の道（2015年9月2日、 テレビ東京系「水曜ミステリー9」枠、主演：石田ひかり、原作：邪魔）[10]
- ナオミとカナコ（2016年1月14日 - 3月17日、全10話、フジテレビ系「木曜劇場」枠、主演：広末涼子、内田有紀）[11]
- 我が家の問題（2018年2月4日 - 2月25日、全4話、NHK BSプレミアム「プレミアムドラマ」枠、主演：水川あさみ）[12]
- 噂の女（2018年4月14日 - 6月23日、全10話、BSジャパン「連続ドラマJ」枠、主演：足立梨花）[13]
- 我が家のヒミツ（2019年3月3日 - 3月31日、全5話、NHK BSプレミアム「プレミアムドラマ」枠、主演：佐藤仁美、原作：家日和 / 我が家のヒミツ / 我が家の問題）[14]

### 映画
- イン・ザ・プール（2005年5月21日公開、配給：日本ヘラルド映画、監督：三木聡、主演：松尾スズキ）
- サウスバウンド（2007年10月6日公開、配給：角川映画、監督：森田芳光、主演：豊川悦司）
- 真夜中のマーチ（2007年10月27日公開、配給：チェイスフィルム エンタテイメント、監督：下山天、主演：玉山鉄二）
- ララピポ（2009年2月7日公開、配給：デスペラード、監督：宮野雅之、主演：成宮寛貴）
- ガール（2012年5月26日公開、配給：東宝、監督：深川栄洋、主演：香里奈、麻生久美子、吉瀬美智子、板谷由夏）
- 純平、考え直せ（2018年9月22日公開、配給：アークエンタテインメント、監督：森岡利行、主演：野村周平）
- 向田理髪店（2022年10月14日公開、配給：キャンター、監督：森岡利行、主演：高橋克実）

### 舞台
- 空中ブランコ（2008年4月20日初演、東京芸術劇場、アトリエ・ダンカンプロデュース、主演：宮迫博之）
- 純平、考え直せ（2024年2月21日初演、新宿シアタートップス、森岡利行プロデュース、主演：長谷川幹）

### アニメ
- 空中ブランコ（2009年10月15日-12月24日、フジテレビ「ノイタミナ」枠、全11回、声：三ツ矢雄二 / 朴璐美（伊良部一郎）、原作：イン・ザ・プール / 空中ブランコ / 町長選挙）

### 漫画
- 神経科医Dr.イラブ（作画：矢口順一 / 秋田書店発行 / 2004 - 2006年 / 全3巻）
- ガール（作画：早坂いあん / 講談社発行 / 2007年 / 全2巻）
- 家日和（作画：西村拓 / 創美社発行 / 集英社発売 / 2008年）

### ラジオ
- 奥田英朗 家族小説短編集（2014年5月4日 - 6月1日、新日曜名作座、原作：『家日和』『我が家の問題』より5編）

## 海外への翻訳

### 台湾(正体字)

#### 精神科医・伊良部シリーズ
- 變態怪醫Dr.伊良部(01) 持續勃起  (2005年8月 尖端)－イン・ザ・プール
- 變態怪醫Dr.伊良部(02) 尖端恐懼  (2005年7月 尖端)－空中ブランコ
- 變態怪醫Dr.伊良部(03) 鎮長選舉 (2008年4月 尖端)－町長選挙

#### その他
- 一郎二郎(上)東京大夜逃  (2007年3月 麥田)－サウスバウンド【上】
- 一郎二郎(下)南方大作戰  (2007年3月 麥田)－サウスバウンド【下】

- 六宅一生 (2007年4月 尖端)－ララピポ
- 最惡 (2007年7月 尖端)－最悪
- 邪魔 (2008年1月 尖端)－邪魔
- 那一夜，我們黑吃黑 (2009年10月 皇冠)－真夜中のマーチ
- 粉領族 (2009年12月 尖端)－ガール
- 家日和 (2010年3月 皇冠)－家日和
- 東京物語 (2010年8月 皇冠)－東京物語
- 傳聞中的女人 (2014年11月 馬可孛羅)－噂の女
- 直美與加奈子 (2017年6月 春天)－ナオミとカナコ
- 向田理髪店 (2018年1月 悅知)－向田理髪店

#### 漫画
- 變態怪醫Dr.伊良部(01) (2005年2月 尖端)－イン・ザ・プール
- 變態怪醫Dr.伊良部(02) (2005年7月 尖端)－空中ブランコ
- 變態怪醫Dr.伊良部(03) (2007年3月 尖端)－町長選挙

### 中国（簡化字）
- 盂兰盆森林 （刊行予定、吉林出版集团有限责任公司）－ウランバーナの森
- 最恶 （刊行予定、吉林出版集团有限责任公司）－最悪
- 邪魔 （2013年7月、吉林出版集团有限责任公司）－邪魔
- 窈窕淑女 （刊行予定、吉林出版集团有限责任公司）－マドンナ
- 女孩 （2011年5月、吉林出版集团有限责任公司）－ガール

### 韓国
- 우람바나의 숲 (1997年)－ウランバーナの森
- 최악 (1999年)－最悪
- 방해자 (2001年)－邪魔
- 마돈나 (2002年)－マドンナ
- 한밤중에 행진 (2003年)－真夜中のマーチ
- 남쪽으로 튀어(2005年)－サウスバウンド
- 라라피포(2005年)－ララピポ
- GIRL (2006年)－ガール
- 오! 해피 데이 (2007年)－家日和
- 올림픽의 몸값 (2008年) －オリンピックの身代金
- 꿈의 도시(2009年)－無理
- 쥰페이 다시 생각해! (2011年)－純平、考え直せ
- 소문의 여자 (2012年)－ 噂の女
- 침묵의 거리에서 (2013年)－沈黙の町で
- 나오미와 가나코 (2014年)－ナオミとカナコ
- 무코다 이발소 (2016年)－向田理髪店
- 우리 집 문제(2017年)－我が家の問題

## 関連人物
- マティアス・ファイファー